# Джэксон (Миссури)

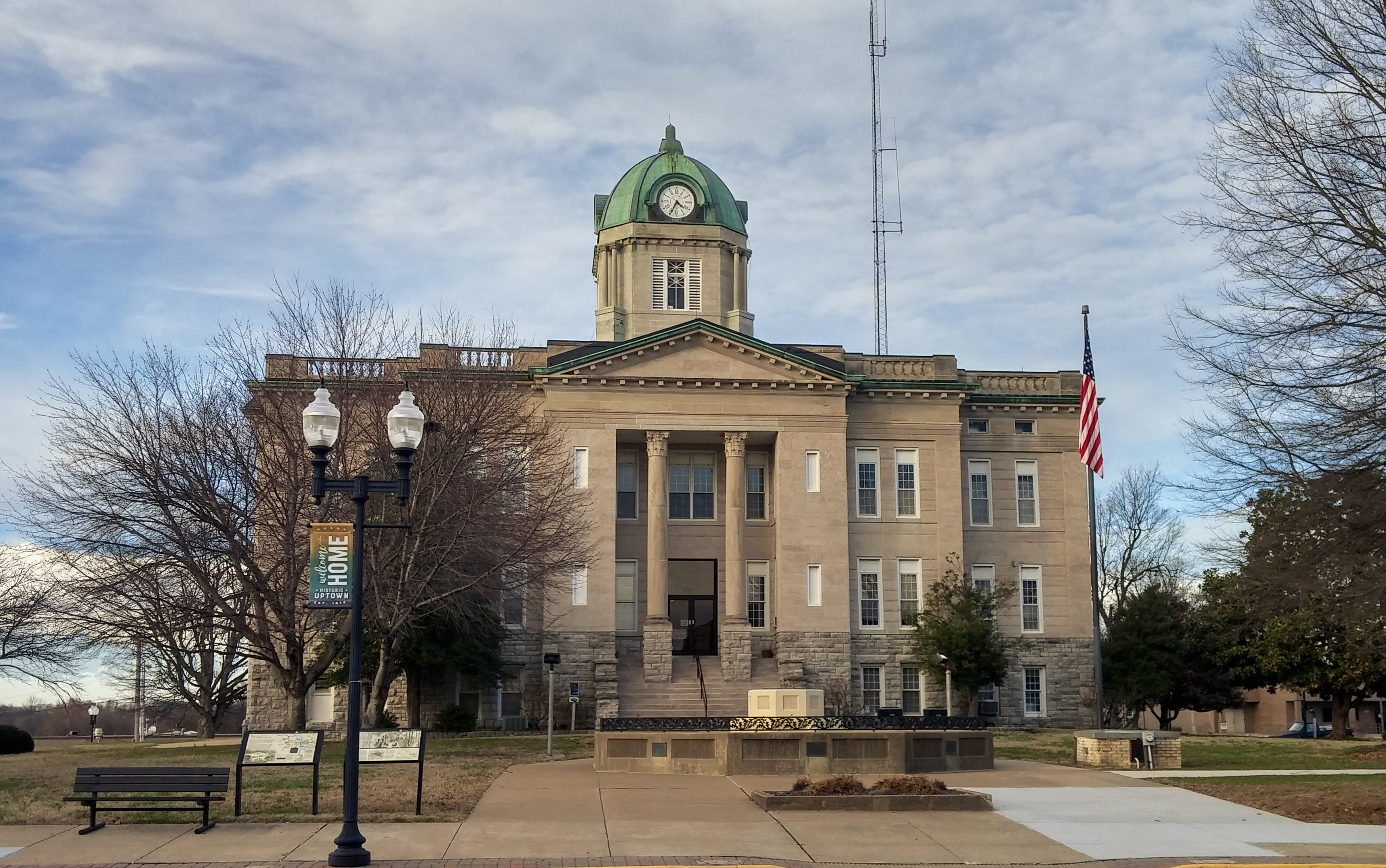
Здание суда округа Кейп-Джирардо в Джэксоне, Миссури

Джэксон (англ. Jackson) — город в штате Миссури в США. Административный центр округа Кейп-Джирардо.

## История
Поселение появилось в 1814 году, когда это место называлось Бердстаун. В 1815 году был составлен план города. В 1818 году построено здание суда.
31 августа 1819 года он назван Джэксоном в честь Эндрю Джексона, в то время генерал-майора милиции Теннесси, позднее — 7-го Президента США. 25 июня 1819 года здесь основана третья в штате газета Missouri Herald.
В 1841 году основан банк. В 1855 и 1873 году построены мельницы. В 1870 году здание суда сгорело. Существующее здание суда построено в 1908 году.